# Polski Uniwersytet Wirtualny
Polski Uniwersytet Wirtualny (powszechnie znany jako PUW) – wewnątrzuczelniana jednostka Akademii Humanistyczno-Ekonomicznej w Łodzi. Prowadzi studia I i II stopnia, studia podyplomowe on-line oraz kursy i szkolenia przez Internet. Siedziba PUW mieści się w Łodzi.
Aktualnie z edukacji na wszystkich poziomach kształcenia w Polskim Uniwersytecie Wirtualnym korzysta ok. 2500 studentów. Uczelnia kształci przede wszystkim Polaków mieszkających zarówno w kraju, jak i za granicą (około połowa liczby wszystkich studentów).

## Historia
Pierwsze studia przez Internet Polski Uniwersytet Wirtualny uruchomił w październiku 2002 roku na dwóch kierunkach: zarządzanie i marketing oraz informatyka. W kolejnym roku rozpoczęły się zajęcia na kolejnych dwóch kierunkach: politologii i pielęgniarstwie. W 2007 roku zostały uruchomione uzupełniające studia magisterskie na kierunku pedagogika, w 2009 roku studia licencjackie. Rok 2010 przyniósł pierwszy kierunek studiów podyplomowych – przygotowanie pedagogiczne – oraz studia licencjackie z administracji. Natomiast od roku 2011 w PUW-ie studiować można na studiach magisterskich także filologię angielską, filologię germańską i politologię.
W 2013 roku uruchomiono studia on-line na kierunkach: transport, kulturoznawstwo oraz dziennikarstwo i komunikacja społeczna.
W 2015 roku do oferty dołączyły nowe kierunki: bezpieczeństwo wewnętrzne, ekonomia, inżyniera materiałowa, ochrona środowiska, psychologia, turystyka i rekreacja oraz zdrowie publiczne.

## Oferta studiów i szkoleń
Obecnie w e-learningowej ofercie edukacyjnej Polskiego Uniwersytetu Wirtualnego znajduje się:
- 19 kierunków studiów I stopnia (licencjackie i inżynierskie) – administracja, bezpieczeństwo wewnętrzne, dziennikarstwo i komunikacja społeczna, ekonomia, filologia polska, grafika, inżynieria materiałowa, kulturoznawstwo, ochrona środowiska, pedagogika, pielęgniarstwo, psychologia, politologia, transport, turystyka i rekreacja, zdrowie publiczne. Zarządzanie, Finanse i rachunkowość, Informatyka – WSPA Lublin
- 7 kierunków studiów II stopnia (magisterskich) – filologia angielska, filologia germańska, filologia polska, grafika, pedagogika, politologia, socjologia.
- ponad 30 kierunków studiów podyplomowych online,
- kilkadziesiąt kursów kompetencyjnych.

PUW prowadzi studia zdalne zapewniające odpowiednią jakość kształcenia zarówno w ujęciu przedmiotowym (przygotowanie materiałów dydaktycznych), jak i procesowym (planowanie, prowadzenie i nadzorowanie procesu dydaktycznego). Nad przebiegiem procesu dydaktycznego czuwa zespół Polskiego Uniwersytetu Wirtualnego, składający się metodyków, informatyków, grafików i redaktorów. Zespół ten wspiera nauczycieli akademickich w obszarze metodyki zdalnego nauczania, opracowania materiałów edukacyjnych czy technologii informacyjnych.

## Organizacja kształcenia
Edukacja na Polskim Uniwersytecie Wirtualnym odbywa się na platformie zdalnego nauczania. Na platformie umieszczone są materiały dydaktyczne, zakresy wymagań, a także zadania, testy, quizy i tematy do dyskusji na forum. Studenci uczą się w grupach pod opieką nauczycieli akademickich, którzy moderują dyskusje, udzielają odpowiedzi na pytania, a także zlecają zadania i oceniają ich wykonanie. Istotnym elementem kształcenia w systemie e-learningowym PUW są narzędzia umożliwiające komunikację w relacjach dydaktyk–student oraz student–student.
Dydaktyk korzysta w swej pracy z szeregu narzędzi służących do komunikacji i wymiany danych. Na platformie dostępne są narzędzia komunikacji synchronicznej (czat, webcast) i asynchronicznej (fora dyskusyjne) oraz wewnętrzny system poczty elektronicznej.
Oprócz nauki on-line studenci Polskiego Uniwersytetu Wirtualnego uczestniczą w zajęciach konsultacyjnych, stacjonarnych. Sesja egzaminacyjna odbywa się w siedzibie uczelni. Egzaminy zdaje się w tradycyjnym trybie – pisemnie lub ustnie – bezpośrednio przed wykładowcami.
Program nauczania on-line na danym kierunku jest identyczny jak w systemie studiów niestacjonarnych, a po obronie pracy dyplomowej absolwent otrzymuje dyplom ukończenia studiów zaocznych.